# Rune Elmqvist
Rune Elmqvist (ur. 1 grudnia 1906 w Lund, zm. 15 grudnia 1996 tamże) – szwedzki chirurg i inżynier techniki medycznej. Elmqvist opracował pierwszy wszczepialny rozrusznik serca we współpracy z chirurgiem Åke Senningiem i odegrał kluczową rolę w pierwszym wszczepieniu rozrusznika 8 października 1958 pacjentowi Arne Larssonowi.
Elmqvista można postrzegać przede wszystkim jako inżyniera i wynalazcę, choć studiował medycynę nigdy nie praktykował na stałe. W 1931, pracując w Szpitalu Uniwersyteckim w Lund, zbudował wielokanałowy aparat EKG. W 1948 w firmie Elema-Schönander, w której był kierownikiem działu badawczo-doświadczalnego, (późniejsza Siemens-Elema) opracował tzw. mingograf, pierwszą drukarkę atramentową EKG.